# Шатилова, Полина Павловна
Полина Павловна Шатилова (19 мая 2001, Самара) — российская футболистка, выступающая на позиции нападающей в казанском клубе «Мирас».

## Карьера
Футболом начала заниматься под руководством Разии Нуркеновой. Выступала за сборную Приволжского федерального округа в финале первенства России среди девушек до 15 лет. Первой футбольной командой был ЦСК ВВС. Будучи игроком ЦСК ВВС, в апреле 2017 участвовала в УТС сборной России (U-17). В составе ЦСК ВВС заняла 2 место в Первенстве России второго дивизиона среди женских команд 2017 года.
С лета 2018 года выступала за казанский «Мирас» в первом дивизионе России.
В феврале 2021 года заключила контракт с казанским «Рубином». За первую половину сезона 2021 года сыграла 12 матчей в Суперлиге, затем перешла в самарские «Крылья Советов», игравшие в первой лиге. В 2022 году вместе с группой экс-футболисток «Рубина» присоединилась к команде Суперлиги «Рязань-ВДВ». В 2023 году вернулась в «Мирас», где стала бронзовым призёром Первой лиги 2023.